# 永福 (大字)
永福，是臺北市士林區的一個地名，位於該區中部偏東，範圍大致為新安里西南角、芝山里東部南段、永福里、臨溪里北部至善路以西部分。

## 歷史
台灣清治末期至日治前期，永福地區為一街庄，稱為「永福庄」，隸屬於芝蘭一堡。該庄北與公館地庄為鄰，東及南與雙溪庄為鄰，西邊為石角庄。
1901年（日治明治三十四年）11月，該庄隸屬於臺北廳，編入第九區。1906年（明治三十九年）1月，第九改名「士林區」。1920年（大正九年），該庄改制為「永福」大字，隸屬於臺北州七星郡士林街，大字下有「拔子埔」、「莊子頂」小字名。

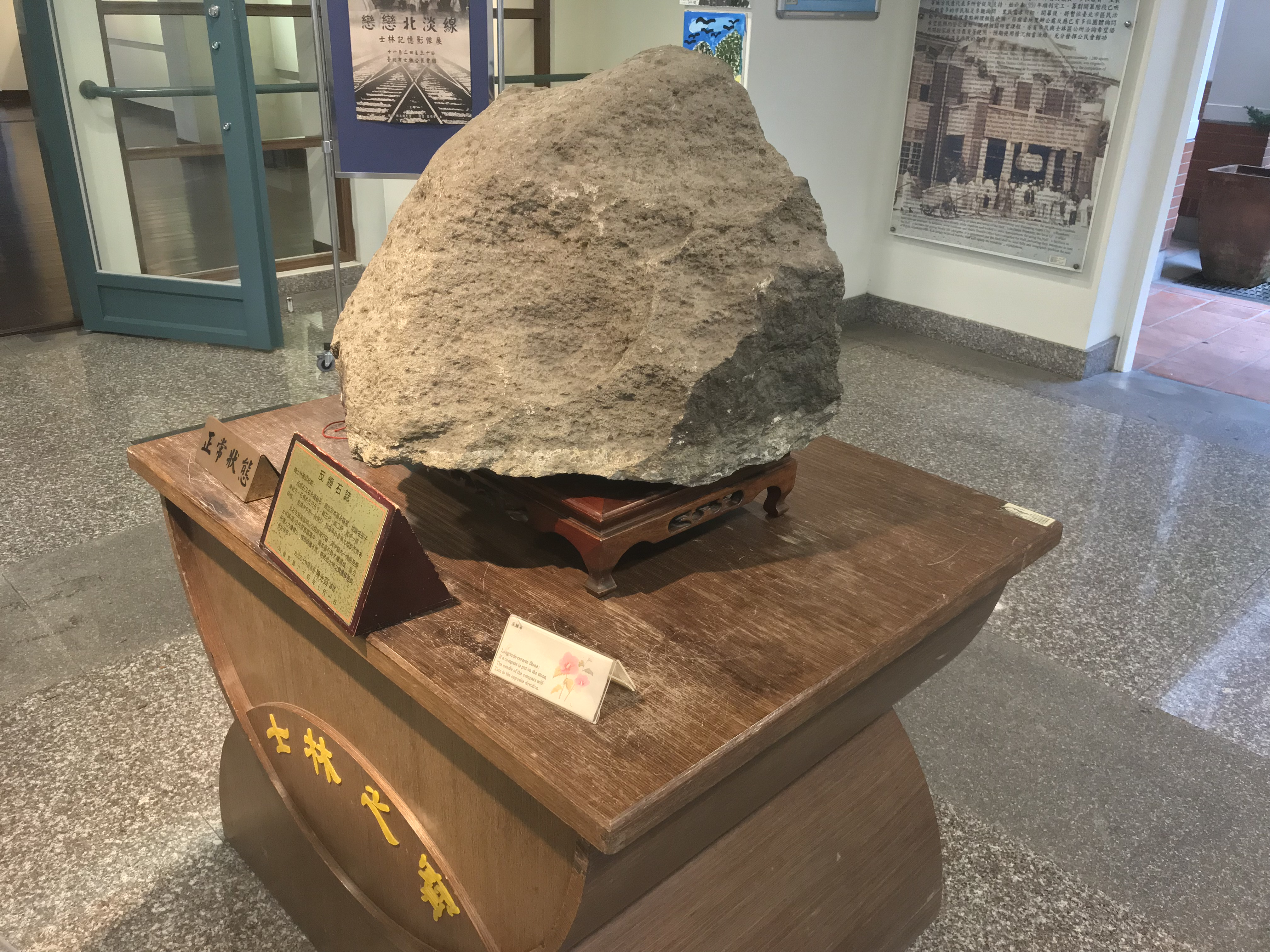
永福磁石

戰後士林街改制為士林鎮，隸屬於臺北縣，大字亦改制為里。1949年，士林鎮與北投鎮一併改隸屬新成立的草山管理局。1950年隨著草山改名為陽明山，草山管理局亦改名為陽明山管理局，士林鎮仍隸屬之。1968年7月臺北市改制為院轄市，士林鎮併入成為士林區。1990年3月，臺北市各區重劃，該地區仍屬於士林區。

## 交通
省道台2甲線經過永福地區西部，是本地區主要連外道路，往北轉東北可前往金山，往南經石角大彎道後可前往台北市區。永公路是地區連絡道路，往北經公館地可通往菁礐，再接平菁街可通往坪頂。

## 學校
- 台灣神學院